# Parc du Petit Prince
Parc du Petit Prince – park rozrywki we Francji, inspirowany twórczością Antoine'a de Saint-Exupéry'ego, który znajduje się w Ungersheim w regionie Grand Est. Został otwarty 1 lipca 2014 r.

## Frekwencja

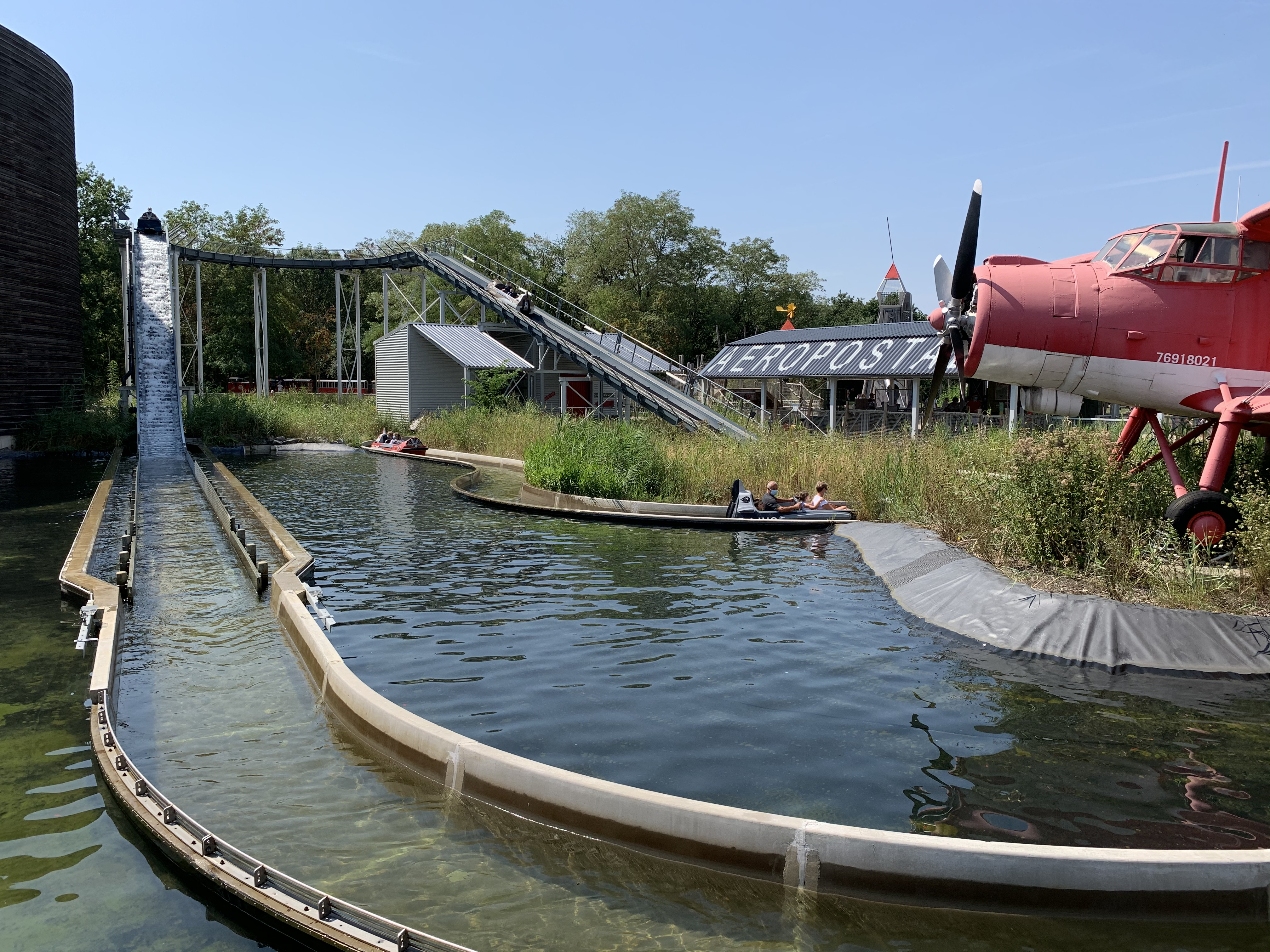
Atlantique Sud

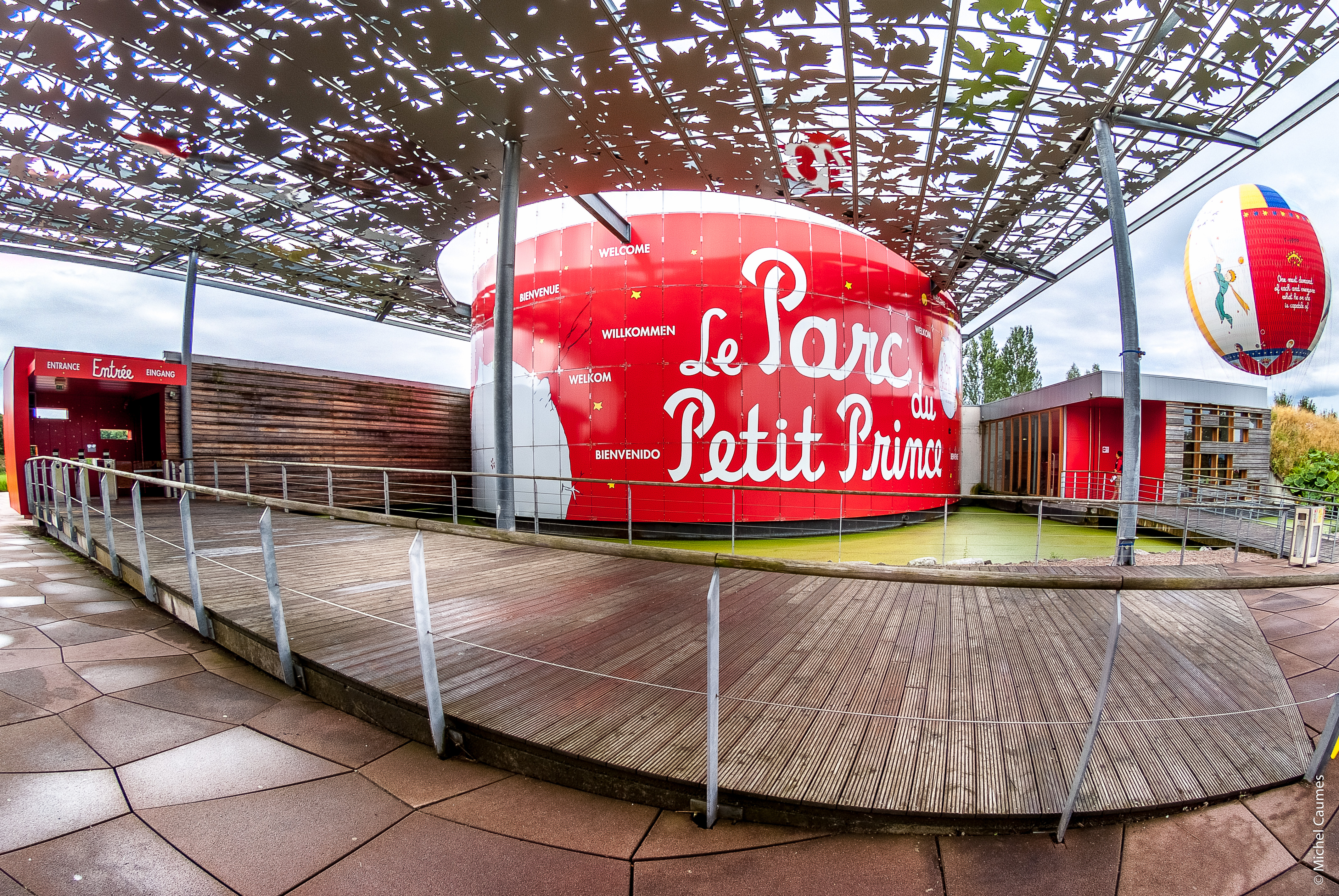
Parc du Petit Prince

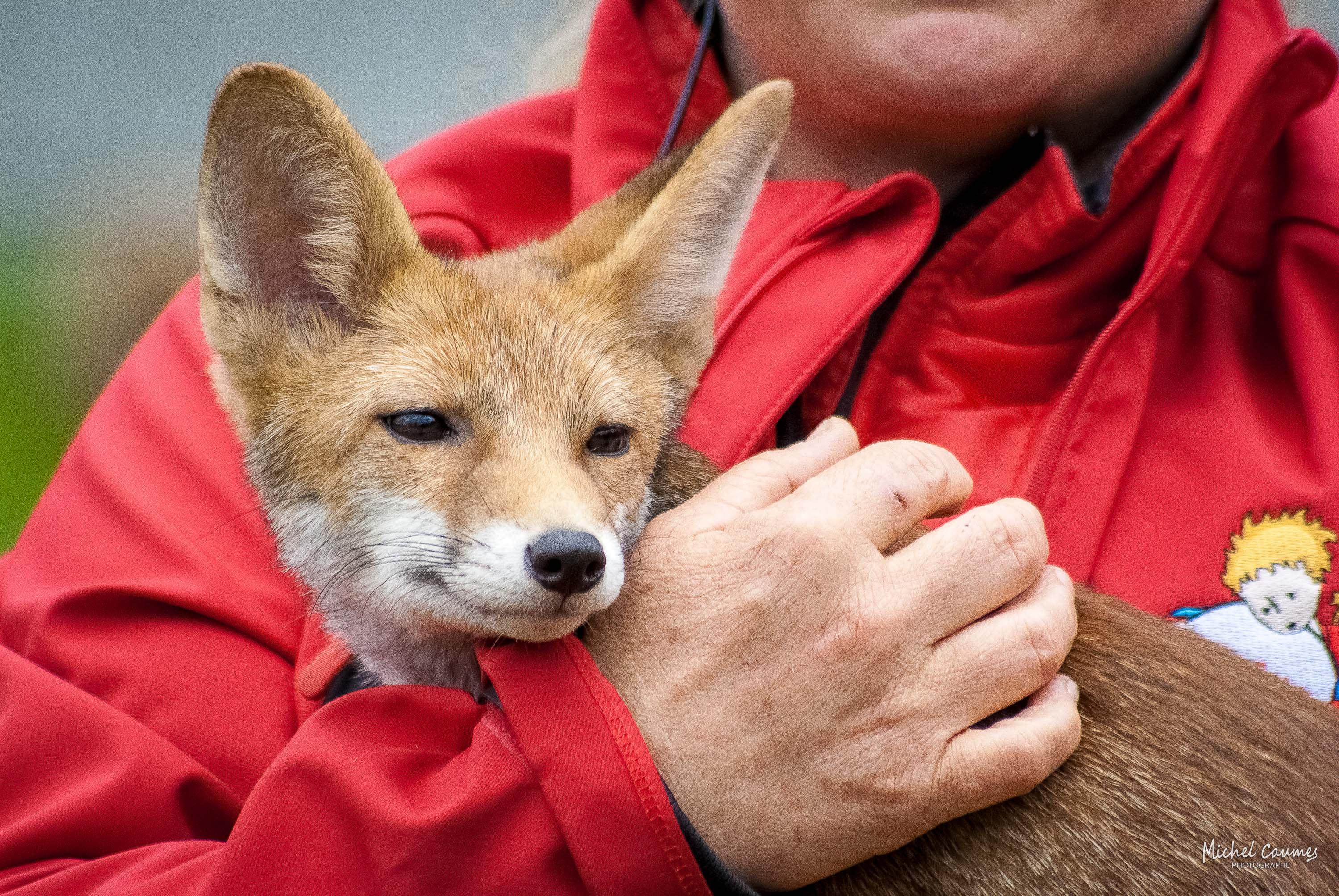
Jeden z lisów w parku

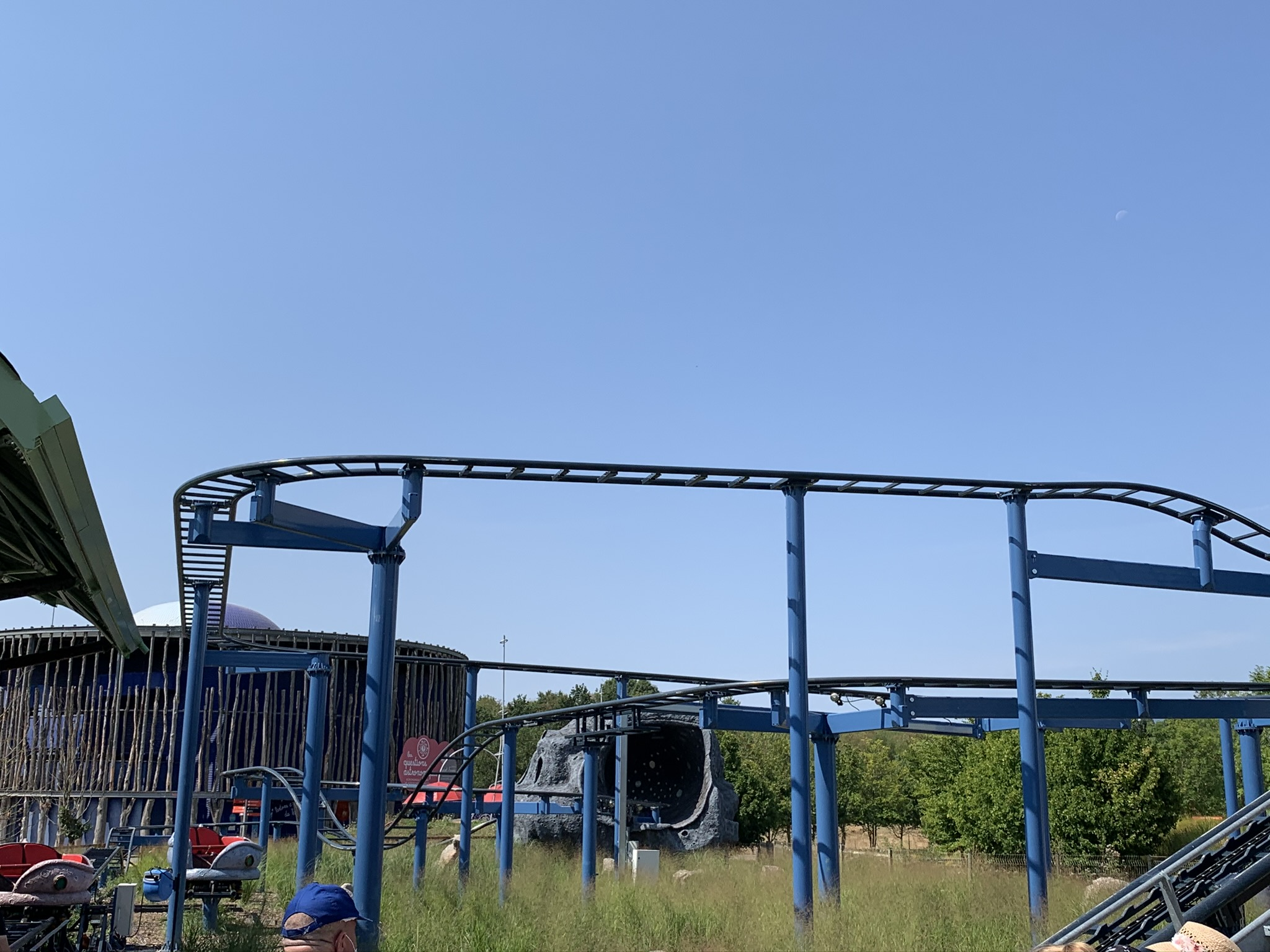
Pierre de Tonnerre

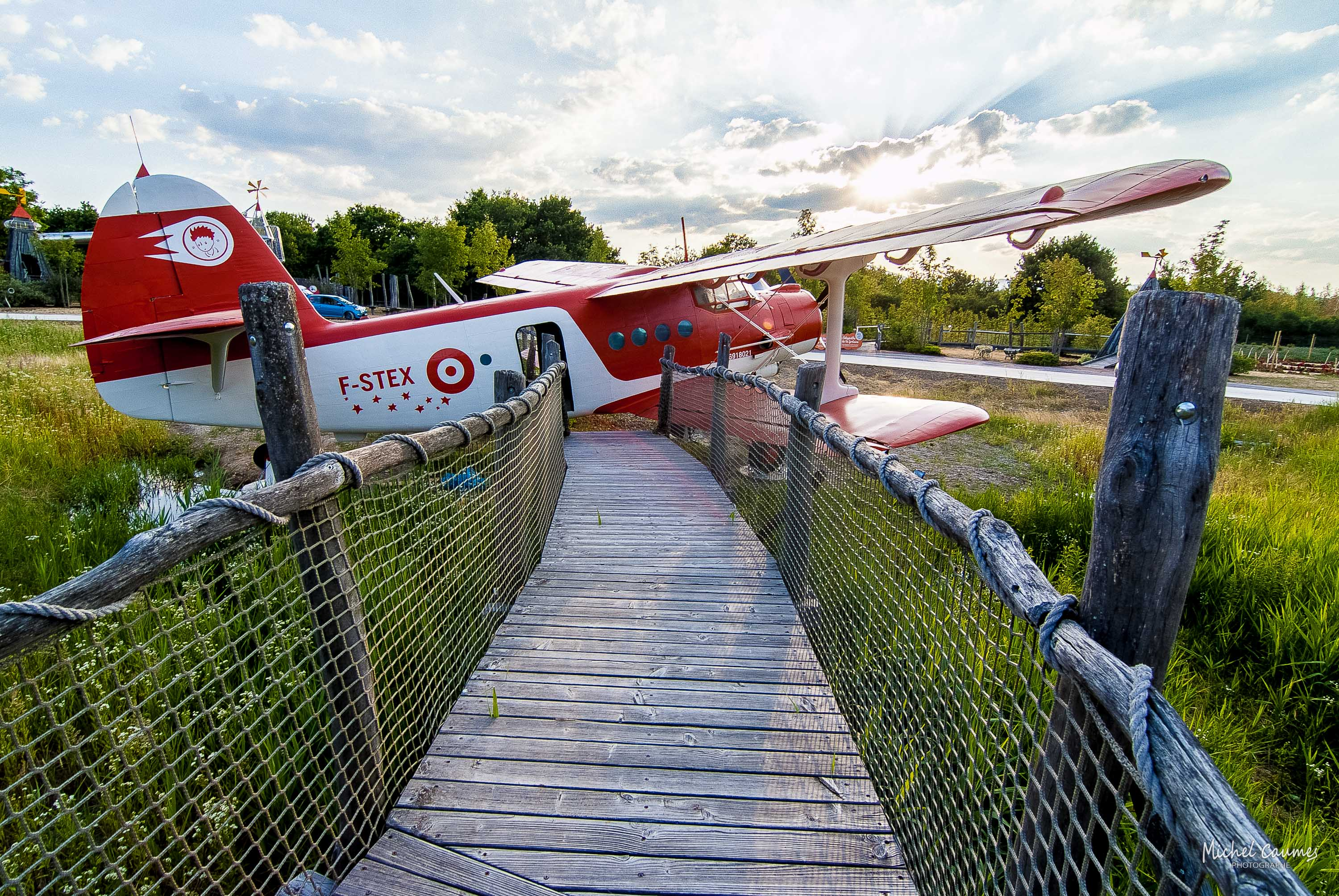
Antonov An-2, legendarny dwupłatowiec

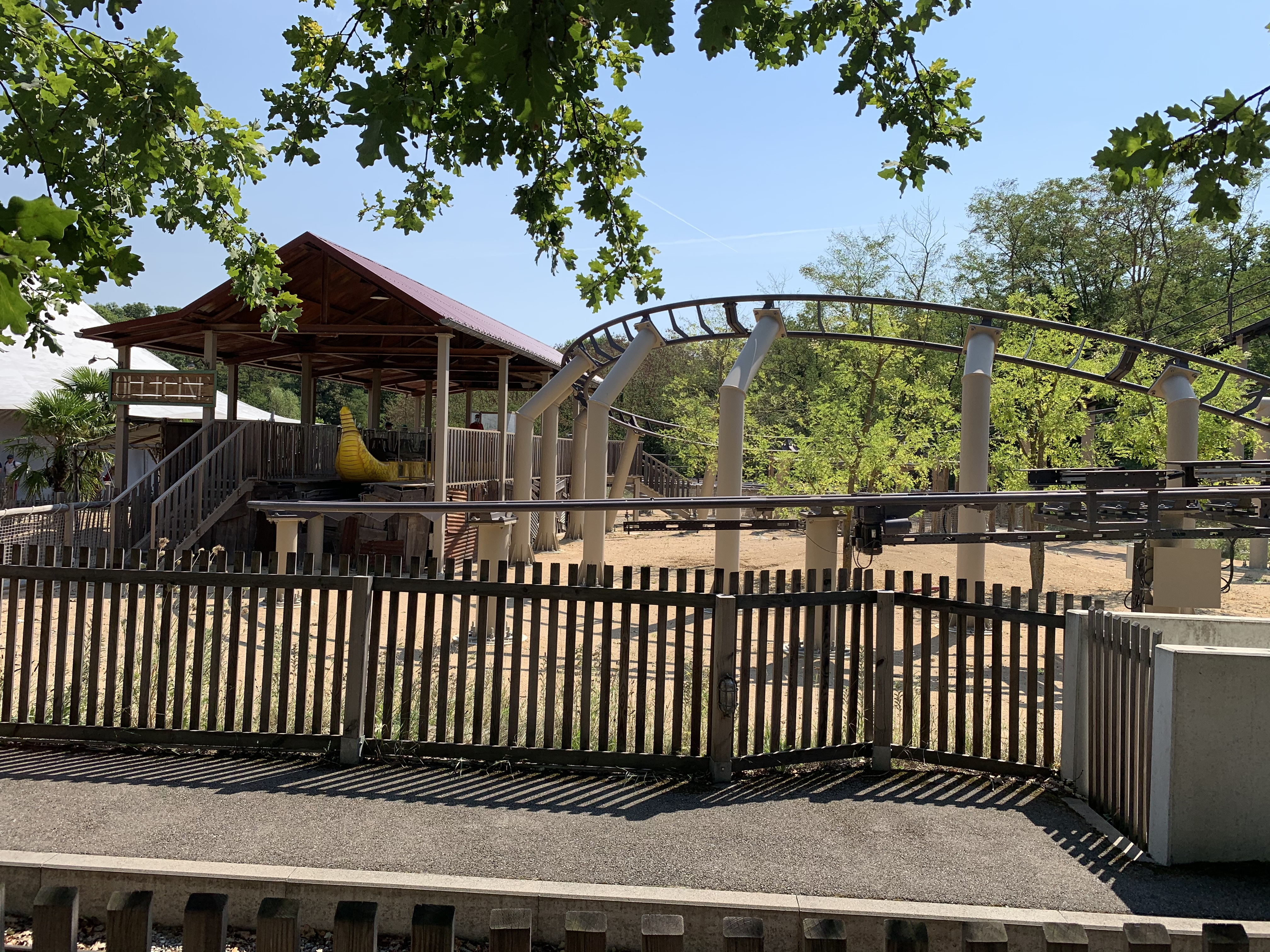
Le Serpent

2014 - 90 000
2015 - 120 000 
2016 - 145 151
2017 - 197 834 
2018 - 200 000 
2019 - 247 015